# دیندوری
دیندوری (به انگلیسی: Dindori, Maharashtra) یک زیستگاه انسانی در هند است که در مهاراشترا واقع شده‌است.